# Loplé
Loplé este o comună din departamentul Boundiali, regiunea Savanes, Coasta de Fildeș.